# Bahnstrecke České Budějovice–Černý Kříž
| Kursbuchstrecke (SŽ): | 194                  |                                                          |                                                          |
| Streckenlänge: | 69,715 km            |                                                          |                                                          |
| Spurweite: | 1435 mm (Normalspur) |                                                          |                                                          |
| Streckenklasse: | B1/C2                |                                                          |                                                          |
| Streckengeschwindigkeit: | 60 km/h              |                                                          |                                                          |
| |                      |                                                          |                                                          |
| \| \| \| von České Budějovice (vorm. KEB) \| \| \| \| 0,000 \| Odb. Rožnov \| Odb. Rožnov \| \| \| \| nach Sankt Valentin (vorm. KEB) \| \| \| \| 3,640 \| Boršov nad Vltavou früher Poříč \| Boršov nad Vltavou früher Poříč \| \| \| \| Vltava \| \| \| \| \| vlečka SSŽ, Militärflugplatz České Budějovice \| \| \| \| 6,572 \| Černý Dub früher Korosek \| Černý Dub früher Korosek \| \| \| 9,612 \| Hradce gebaut im Jahr 2007 \| Hradce gebaut im Jahr 2007 \| \| \| 10,981 \| Vrábče früher Brabsch \| Vrábče früher Brabsch \| \| \| 13,927 \| Křemže früher Krems-Mřitsch \| Křemže früher Krems-Mřitsch \| \| \| \| Křemžský potok \| \| \| \| 15,763 \| Holubov früher Adolfsthal \| Holubov früher Adolfsthal \| \| \| 17,871 \| Třísov \| Třísov \| \| \| 20,055 \| Plešovice \| Plešovice \| \| \| 22,145 \| Zlatá Koruna früher Goldenkron \| Zlatá Koruna früher Goldenkron \| \| \| \| vlečka Jitka \| \| \| \| 25,008 \| Domoradice früher Dumrawitz \| Domoradice früher Dumrawitz \| \| \| \| ehemalige Protektoratsgrenze (1938–1945) \| \| \| \| 27,111 \| Český Krumlov früher Krummau \| Český Krumlov früher Krummau \| \| \| \| Polečnice \| \| \| \| \| vlečka Jihočeské papírny Větřní \| \| \| \| 32,000 \| Kájov früher Gojau \| Kájov früher Gojau \| \| \| 36,028 \| Mezipotočí früher Nespoding \| Mezipotočí früher Nespoding \| \| \| 41,814 \| Hořice na Šumavě früher Höritz \| Hořice na Šumavě früher Höritz \| \| \| \| Polečnice \| \| \| \| 48,354 \| Polná na Šumavě früher Stein-Irresdorf \| Polná na Šumavě früher Stein-Irresdorf \| \| \| \| Polečnice \| \| \| \| 50,495 \| Polečnice früher Neustift-Quitosching \| Polečnice früher Neustift-Quitosching \| \| \| \| vlečka voj. \| \| \| \| 53,555 \| Hodňov früher Honetschlag \| Hodňov früher Honetschlag \| \| \| 55,338 \| Žlábek früher Olschhof \| Žlábek früher Olschhof \| \| \| 58,276 \| Černá v Pošumaví früher Schwarzbach-Stuben \| Černá v Pošumaví früher Schwarzbach-Stuben \| \| \| \| (Neutrassierung 1958) \| \| \| \| \| Vltava \| \| \| \| 61,10 \| Pestřice früher Stögenwald \| Pestřice früher Stögenwald \| \| \| 61,70 \| Horní Planá zastávka \| Horní Planá zastávka \| \| \| 63,749 \| Horní Planá \| Horní Planá \| \| \| 64,60 \| Horní Planá früher Oberplan \| Horní Planá früher Oberplan \| \| \| 67,592 \| Pernek na Šumavě \| Pernek na Šumavě \| \| \| \| Pernek \| \| \| \| \| Moldaustausee \| \| \| \| \| \| \| \| \| 71,348 \| Nová Pec früher Salnau \| Nová Pec früher Salnau \| \| \| 74,20 \| Ovesná früher Haberdorf \| Ovesná früher Haberdorf \| \| \| 79,764 \| Pěkná früher Hintring-Schönau \| Pěkná früher Hintring-Schönau \| \| \| \| von Číčenice (vorm. Vereinigte Böhmerwald-Lokalbahnen) \| \| \| \| 83,800 \| Černý Kříž \| Černý Kříž \| \| \| \| nach Haidmühle (vorm. Vereinigte Böhmerwald-Lokalbahnen) \| \| |                      |                                                          |                                                          |
| Strecke |                      | von České Budějovice (vorm. KEB)                         | von České Budějovice (vorm. KEB)                         |
| Blockstelle | 0,000                | Odb. Rožnov                                              | Odb. Rožnov                                              |
| Abzweig geradeaus und nach links |                      | nach Sankt Valentin (vorm. KEB)                          | nach Sankt Valentin (vorm. KEB)                          |
| Bahnhof | 3,640                | Boršov nad Vltavou früher Poříč                          | Boršov nad Vltavou früher Poříč                          |
| Brücke über Wasserlauf |                      | Vltava                                                   | Vltava                                                   |
| Abzweig geradeaus und ehemals nach rechts |                      | vlečka SSŽ, Militärflugplatz České Budějovice            | vlečka SSŽ, Militärflugplatz České Budějovice            |
| Haltepunkt / Haltestelle | 6,572                | Černý Dub früher Korosek                                 | Černý Dub früher Korosek                                 |
| Haltepunkt / Haltestelle | 9,612                | Hradce gebaut im Jahr 2007                               | Hradce gebaut im Jahr 2007                               |
| Haltepunkt / Haltestelle | 10,981               | Vrábče früher Brabsch                                    | Vrábče früher Brabsch                                    |
| Bahnhof | 13,927               | Křemže früher Krems-Mřitsch                              | Křemže früher Krems-Mřitsch                              |
| Brücke über Wasserlauf |                      | Křemžský potok                                           | Křemžský potok                                           |
| Haltepunkt / Haltestelle | 15,763               | Holubov früher Adolfsthal                                | Holubov früher Adolfsthal                                |
| Haltepunkt / Haltestelle | 17,871               | Třísov                                                   | Třísov                                                   |
| Haltepunkt / Haltestelle | 20,055               | Plešovice                                                | Plešovice                                                |
| Bahnhof | 22,145               | Zlatá Koruna früher Goldenkron                           | Zlatá Koruna früher Goldenkron                           |
| Abzweig geradeaus und ehemals nach rechts |                      | vlečka Jitka                                             | vlečka Jitka                                             |
| Haltepunkt / Haltestelle | 25,008               | Domoradice früher Dumrawitz                              | Domoradice früher Dumrawitz                              |
| Grenze |                      | ehemalige Protektoratsgrenze (1938–1945)                 | ehemalige Protektoratsgrenze (1938–1945)                 |
| Bahnhof | 27,111               | Český Krumlov früher Krummau                             | Český Krumlov früher Krummau                             |
| Brücke über Wasserlauf |                      | Polečnice                                                | Polečnice                                                |
| Abzweig geradeaus und von links |                      | vlečka Jihočeské papírny Větřní                          | vlečka Jihočeské papírny Větřní                          |
| Bahnhof | 32,000               | Kájov früher Gojau                                       | Kájov früher Gojau                                       |
| Haltepunkt / Haltestelle | 36,028               | Mezipotočí früher Nespoding                              | Mezipotočí früher Nespoding                              |
| Bahnhof | 41,814               | Hořice na Šumavě früher Höritz                           | Hořice na Šumavě früher Höritz                           |
| Brücke über Wasserlauf |                      | Polečnice                                                | Polečnice                                                |
| Bahnhof | 48,354               | Polná na Šumavě früher Stein-Irresdorf                   | Polná na Šumavě früher Stein-Irresdorf                   |
| Brücke über Wasserlauf |                      | Polečnice                                                | Polečnice                                                |
| Bahnhof | 50,495               | Polečnice früher Neustift-Quitosching                    | Polečnice früher Neustift-Quitosching                    |
| Abzweig geradeaus und ehemals nach rechts |                      | vlečka voj.                                              | vlečka voj.                                              |
| Haltepunkt / Haltestelle | 53,555               | Hodňov früher Honetschlag                                | Hodňov früher Honetschlag                                |
| Haltepunkt / Haltestelle | 55,338               | Žlábek früher Olschhof                                   | Žlábek früher Olschhof                                   |
| Bahnhof | 58,276               | Černá v Pošumaví früher Schwarzbach-Stuben               | Černá v Pošumaví früher Schwarzbach-Stuben               |
| Strecke von links · Abzweig ehemals geradeaus und nach rechts |                      | (Neutrassierung 1958)                                    | (Neutrassierung 1958)                                    |
| Strecke · Brücke über Wasserlauf (Strecke außer Betrieb) |                      | Vltava                                                   | Vltava                                                   |
| Strecke · Haltepunkt / Haltestelle (Strecke außer Betrieb) | 61,10                | Pestřice früher Stögenwald                               | Pestřice früher Stögenwald                               |
| Haltepunkt / Haltestelle · Strecke (außer Betrieb) | 61,70                | Horní Planá zastávka                                     | Horní Planá zastávka                                     |
| Bahnhof · Strecke (außer Betrieb) | 63,749               | Horní Planá                                              | Horní Planá                                              |
| Strecke · Bahnhof (Strecke außer Betrieb) | 64,60                | Horní Planá früher Oberplan                              | Horní Planá früher Oberplan                              |
| Haltepunkt / Haltestelle · Strecke (außer Betrieb) | 67,592               | Pernek na Šumavě                                         | Pernek na Šumavě                                         |
| Strecke · Haltepunkt / Haltestelle (Strecke außer Betrieb) |                      | Pernek                                                   | Pernek                                                   |
| Brücke über Wasserlauf · Strecke (außer Betrieb) |                      | Moldaustausee                                            | Moldaustausee                                            |
| Strecke nach links · Abzweig ehemals geradeaus und von rechts |                      |                                                          |                                                          |
| Bahnhof | 71,348               | Nová Pec früher Salnau                                   | Nová Pec früher Salnau                                   |
| Haltepunkt / Haltestelle | 74,20                | Ovesná früher Haberdorf                                  | Ovesná früher Haberdorf                                  |
| Haltepunkt / Haltestelle | 79,764               | Pěkná früher Hintring-Schönau                            | Pěkná früher Hintring-Schönau                            |
| Abzweig geradeaus und von rechts |                      | von Číčenice (vorm. Vereinigte Böhmerwald-Lokalbahnen)   | von Číčenice (vorm. Vereinigte Böhmerwald-Lokalbahnen)   |
| Bahnhof | 83,800               | Černý Kříž                                               | Černý Kříž                                               |
| Strecke |                      | nach Haidmühle (vorm. Vereinigte Böhmerwald-Lokalbahnen) | nach Haidmühle (vorm. Vereinigte Böhmerwald-Lokalbahnen) |

Die Bahnstrecke České Budějovice–Černý Kříž ist eine regionale Eisenbahnverbindung in Tschechien, deren zwei Teilstrecken ursprünglich von der Österreichischen Lokaleisenbahngesellschaft (ÖLEG) und den Vereinigten Böhmerwald-Lokalbahnen als staatlich garantierte Lokalbahn erbaut wurde. Sie zweigt am Abzweig („odbočka“) Rožnov aus der Bahnstrecke Sankt Valentin–České Budějovice ab und verläuft über Český Krumlov (Krummau) und Horní Planá (Oberplan) nach Černý Kříž (Schwarzes Kreuz). Dort besteht Anschluss an die Bahnstrecke Číčenice–Nové Údolí.
Nach einem Erlass der tschechischen Regierung ist die Strecke seit dem 20. Dezember 1995 als regionale Bahn („regionální dráha“) klassifiziert.

## Geschichte
Die Konzession für die Lokalbahn von Budweis (Pořič) über Krumau nach Salnau erhielt die ÖLEG am 30. August 1884. Teil der Konzession war die Verpflichtung, den Bau der Strecke sofort zu beginnen und binnen zwei und einem halben Jahre fertigzustellen. Die Konzessionsdauer war auf 90 Jahre festgesetzt. Am 19. November 1891 wurde die Strecke von Budweis nach Gojau feierlich eröffnet. Einen Tag später, am 20. November 1891 begann der planmäßige Zugverkehr. Den Betrieb führten die k.k. Staatsbahnen (kkStB) für Rechnung der ÖLEG aus. Die restliche Strecke bis Salnau wurde am 4. Juli 1892 eröffnet.

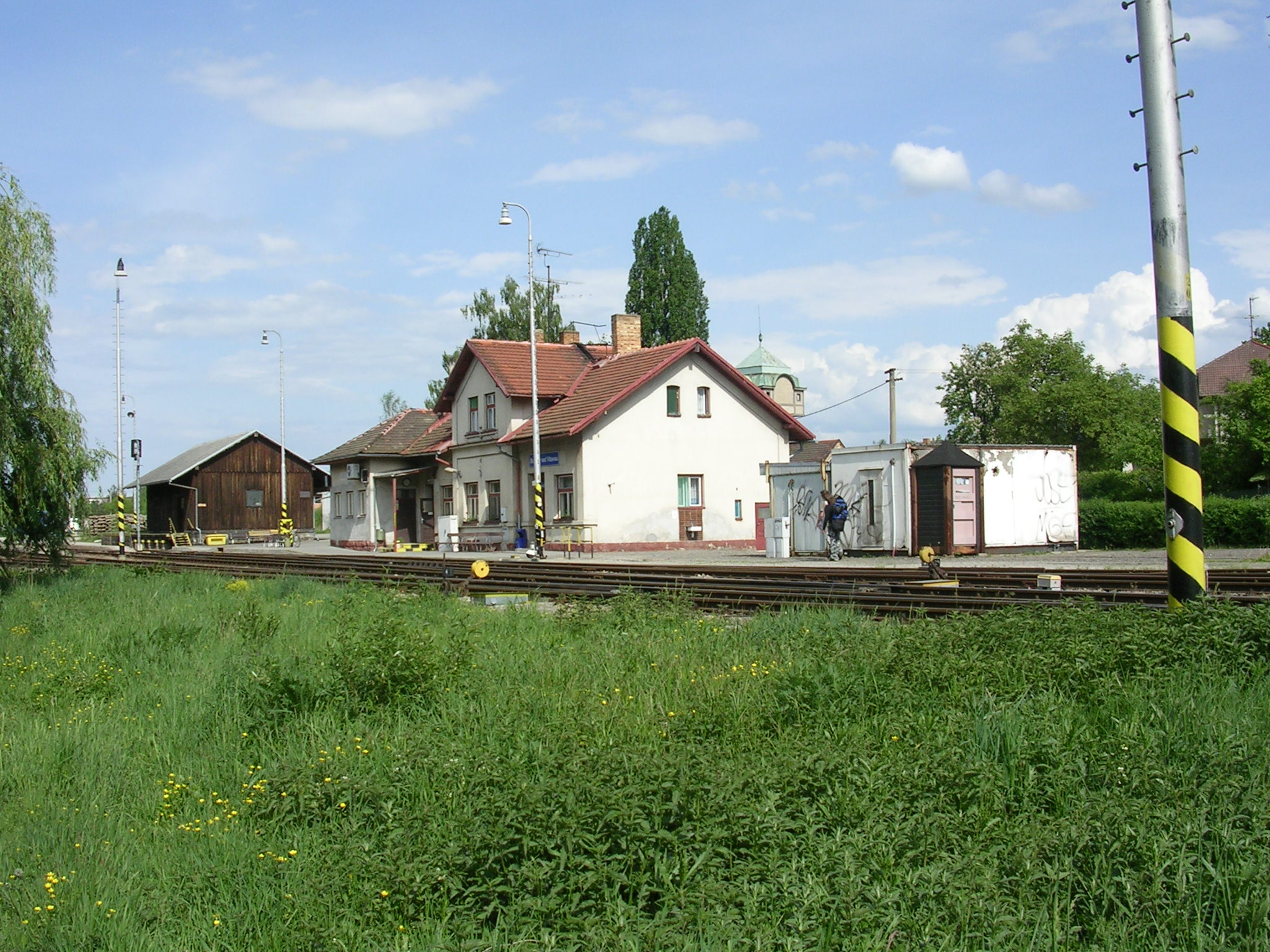
Bahnhof Boršov nad Vltavou (2009)

Am 1. Jänner 1894 wurde die ÖLEG verstaatlicht. Fortan gehörte deren Infrastruktur zum Netz der kkStB.
Am 11. Februar 1908 erhielten die Vereinigten Böhmerwald-Lokalbahnen die Konzession für die Erweiterung der bestehenden Strecke von Salnau nach Schwarzes Kreuz und von Wallern zur Reichsgrenze in Neuthal. Die neuen Strecken wurde am 12. Juni 1910 eröffnet. Damit bestand nun eine durchgehende Verbindung von Budweis nach Passau.
Im Jahr 1912 wies der Fahrplan der Lokalbahn drei durchgehende Personenzugpaare 2. und 3. Klasse aus. Weitere verkehrten auf Teilstrecken. Sie benötigten für die 88 Kilometer lange Strecke etwa vier Stunden.
Nach dem Zerfall Österreich-Ungarns im Oktober 1918 ging die Betriebsführung an die neu gegründeten Tschechoslowakischen Staatsbahnen (ČSD) über. Mit der Verstaatlichung der Vereinigten Böhmerwald-Lokalbahnen gehörte ab 1. Jänner 1925 auch die Infrastruktur von Salnau bis Schwarzes Kreuz zum Netz der ČSD.

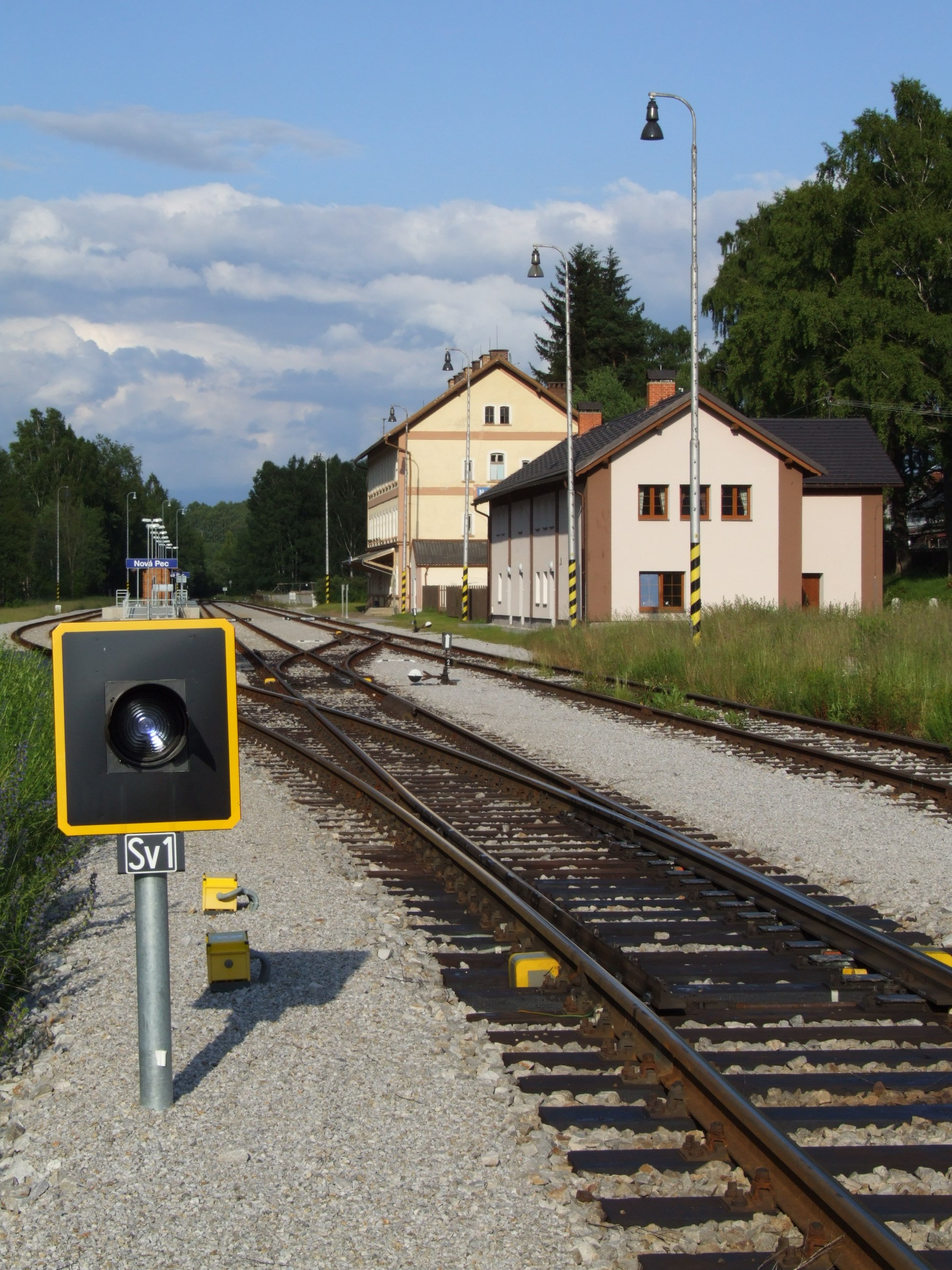
Bahnhof Nová Pec (2011)

Ab den 1930er Jahren wurde der Verkehr insbesondere auf dem geringer frequentierten Abschnitt zwischen Kajov und Schwarzes Kreuz mit modernen Motorzügen abgewickelt, die bis Wallern durchgebunden waren. Bei den meisten Zugverbindungen mussten die Reisenden nun in Kajov umsteigen. Der Winterfahrplan von 1937/38 verzeichnete bis zu sieben Personenzugpaare 3. Klasse. Die Fahrzeit in der Relation Budweis–Schwarzes Kreuz betrug nun etwas über drei Stunden.
Nach der Angliederung des Sudetenlandes an Deutschland im Herbst 1938 kam der Abschnitt zwischen Krummau und Schwarzes Kreuz zur Deutschen Reichsbahn, Reichsbahndirektion Regensburg. Die restliche, im Protektorat Böhmen und Mähren verbliebene Strecke wurde durch die Protektoratsbahnen Böhmen und Mähren (ČMD-BMB) betrieben. Im Reichskursbuch war die Verbindung als Kursbuchstrecke 426t Wallern (Böhmerw)–Schwarzes Kreuz–Krummau (Moldau) enthalten. Nach dem Ende des Zweiten Weltkrieges kam die Strecke wieder vollständig zu den ČSD.
Zwischen 1950 und 2015 lag ein Teil der Strecke mit den Haltestellen Polná na Šumavě und Polečnice auf dem Gebiet des Truppenübungsplatzes Boletice.
Ende der 1950er Jahre wurde die Strecke zwischen Černá v Pošumaví und Nová Pec infolge des Baues der Talsperre Lipno (Údolní nádrž Lipno) neu trassiert. Die fast 13 Kilometer lange Neubautrasse ging am 20. April 1958 in Betrieb.
Am 1. Januar 1993 ging die Strecke im Zuge der Auflösung der Tschechoslowakei an die neu gegründeten České dráhy (ČD) über. Seit 2003 gehört sie zum Netz des staatlichen Infrastrukturbetreibers Správa železniční dopravní cesty (SŽDC), heute Správa železnic (SŽ).
Im Fahrplan 2019 wird die Strecke České Budějovice–Černý Kříž im Zweistundentakt von Personenzügen bedient, die zumeist nach Nové Údolí durchgebunden sind. Weitere Züge verkehren zwischen České Budějovice und Česky Krumlov bzw. Kajov.
Seit dem 10. Dezember 2017 wird der Schienenpersonennahverkehr nach einer Neuausschreibung der Verkehrsleistungen von GW Train Regio betrieben.
Die Elektrifizierung der Teilstrecke České Budějovice–Kajov ist im Rahmen der Dekarbonisierung des Eisenbahnbetriebs bis 2032 vorgesehen.
Im Juli 2024 gab die Infrastrukturverwaltung bekannt, dass mit den Planungen für eine sogenannte einfache Elektrifizierung der Strecke bis Černý Kříž und weiter nach Volary begonnen wird. Die Elektrifizierung ist für die Jahre 2027 und 2028 vorgesehen.

## Fahrzeugeinsatz
Die kkStB setzten auf der Strecke Lokomotiven der Reihen 97 und 178 ein, die von der Lokalbahngesellschaft finanziert wurden.
Bis 2017 wurde der Reisezugverkehr mit den Triebwagen der ČD-Baureihe 810 und deren modernisierter Version ČD-Baureihe 814 abgewickelt. Zu Zeiten höheren Fahrgastaufkommens wurden auch lokomotivbespannte Reisezüge eingesetzt. Sie bestanden aus einer Diesellokomotive der ČD-Baureihe 749 oder 754 und Görlitzer Doppelstockwagen.
GW Train Regio setzt seit 2017 RegioSprinter der Baureihe 654 (bezeichnet als Baureihe 818) sowie von DB Regio übernommene Triebzüge der Baureihe 628, im tschechischen Nummernsystem als Baureihe 845 bezeichnet, im Reiseverkehr ein.

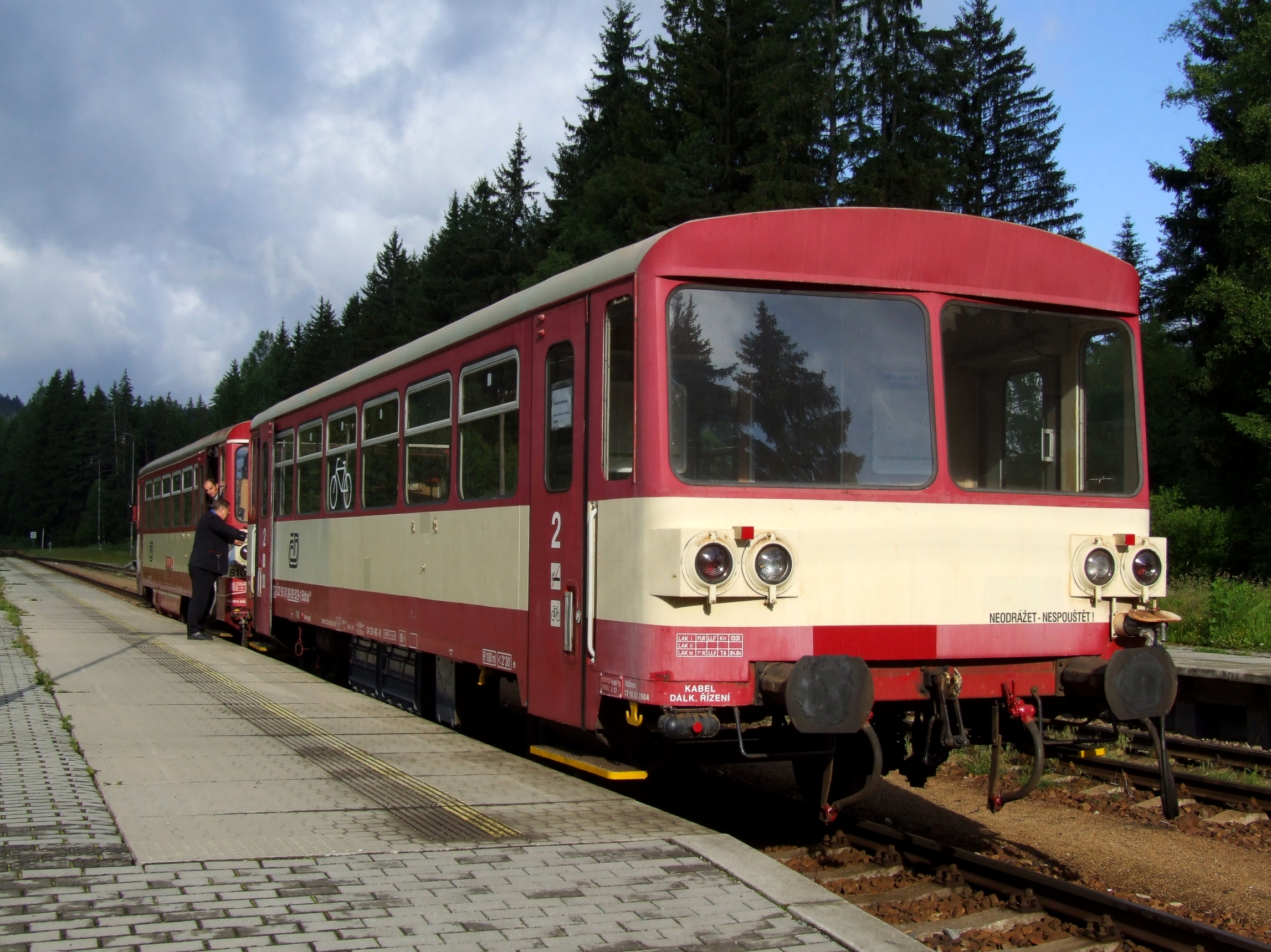
ČD-Baureihe 810 (Černý Kříž; 2011)
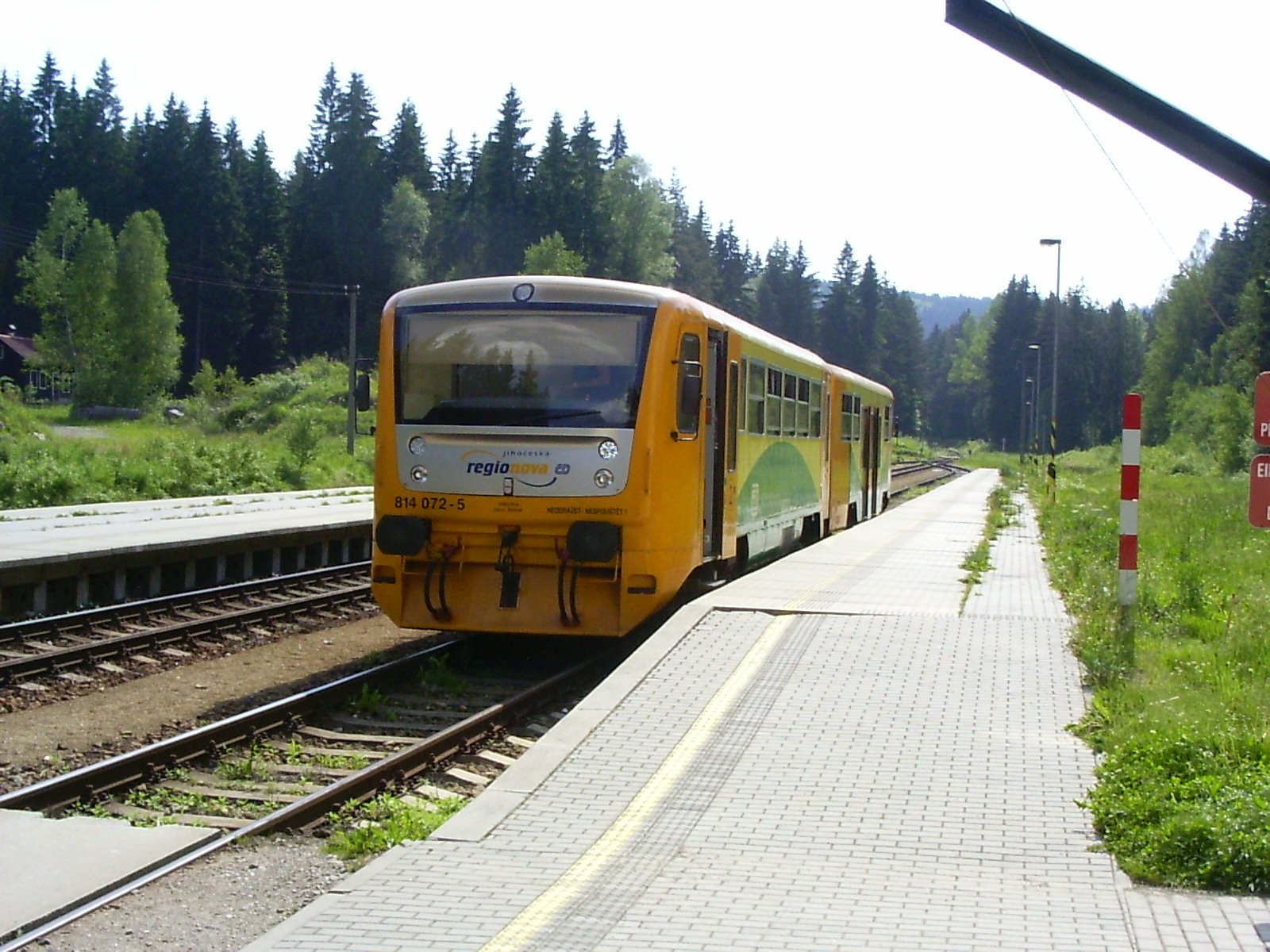
ČD-Baureihe 814 (Černý Kříž; 2011)
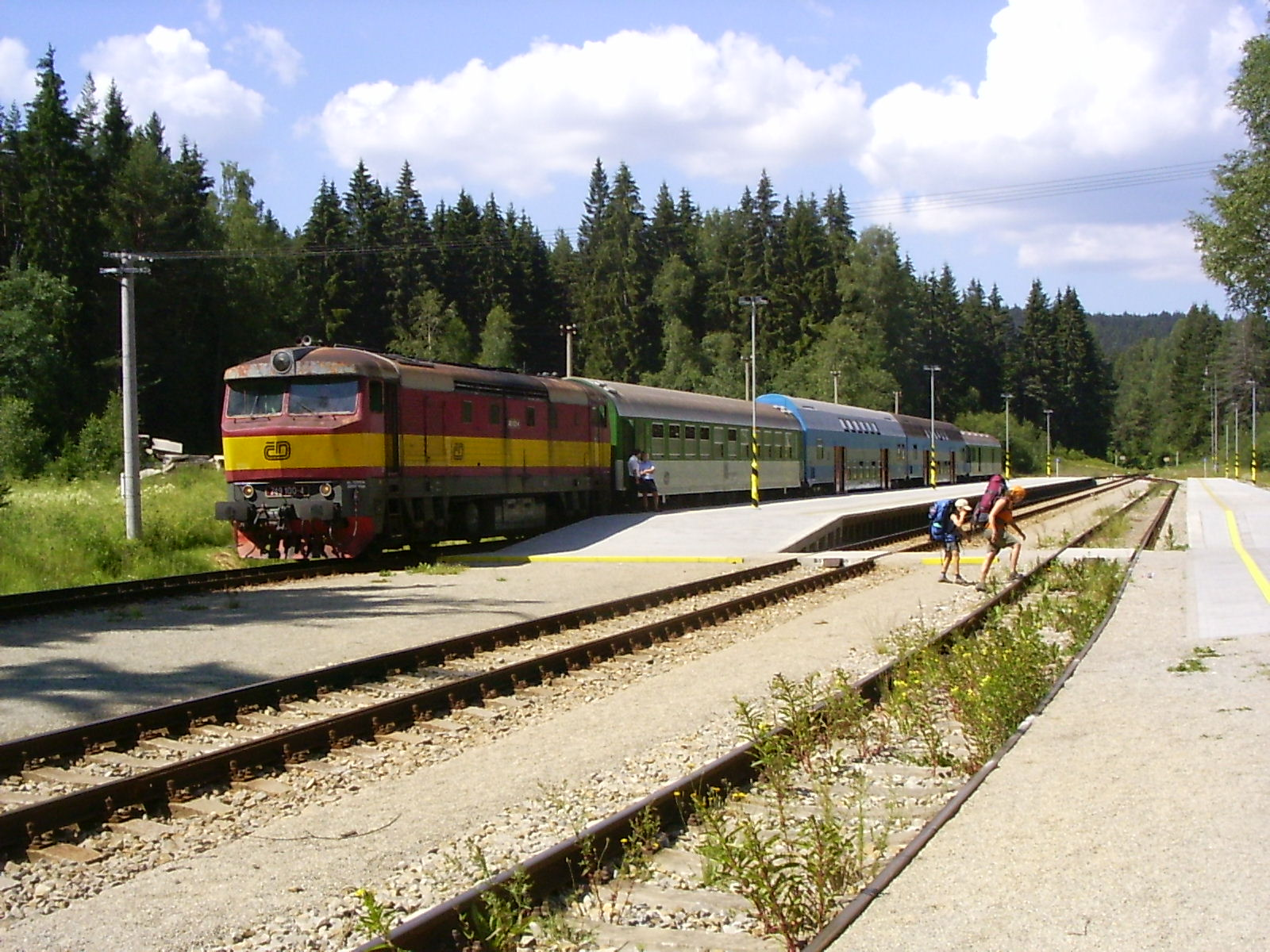
ČD-Baureihe 749 mit Görlitzer Doppelstockwagen (Černý Kříž; undatiert)